# Garelli Junior
Die Garelli Junior war eine Moped- und Kleinkraftrad-Modellreihe des italienischen Herstellers Garelli, die zwischen 1960 und 1976 produziert wurde. Das Modell war sowohl für den Alltagsgebrauch als auch für sportlich orientierte Fahrer vorgesehen und wurde in verschiedenen Varianten unter leicht abweichenden Bezeichnungen angeboten, unter anderem als „Junior Turismo“, „Junior Cross“ oder „Junior Gran Turismo“.

## Geschichte
Garelli brachte die Junior-Baureihe Anfang der 1960er Jahre auf den Markt, um das Segment der jugendlichen Fahrer und Einsteiger zu bedienen. Mit Zweitaktmotor, geringem Gewicht und einfachem Aufbau eignete sich die Junior-Reihe sowohl für städtische Mobilität als auch für ländliche Wege. In einigen Exportmärkten wurden unterschiedliche Namen und Spezifikationen verwendet, etwa als „Garelli Rekord“ oder „Garelli Cross“.
Die Modelle wurden stetig weiterentwickelt und durch neue Varianten mit sportlicherem Design, höherer Leistung und teils mehr Gängen ergänzt. Die Produktion endete in der zweiten Hälfte der 1970er Jahre, als neue Modellreihen mit modernerem Design auf den Markt kamen.

## Technische Daten
Die technischen Daten variierten je nach Modelljahr und Ausstattungsvariante. Nachfolgend eine Übersicht beispielhafter Daten:
| Merkmal               | Daten der Garelli Junior Turismo |
| --------------------- | -------------------------------- |
| Motor                 | Einzylinder-Zweitakt             |
| Hubraum               | 49 cm³                           |
| Leistung              | ca. 1,5–2,5 PS                   |
| Getriebe              | 2 bis 4 Gänge (handgeschaltet)   |
| Antrieb               | Kette                            |
| Höchstgeschwindigkeit | bis zu 45 km/h                   |
| Bremsen               | Trommelbremse (vorn und hinten)  |
| Kühlung               | Luftgekühlt                      |
| Gewicht (leer)        | ca. 45–55 kg                     |

## Varianten
Es existierten mehrere Varianten der Junior-Reihe, darunter:
- Junior Turismo – Standardmodell mit einfachem Straßenfahrwerk
- Junior Cross – Geländemodell mit hochgezogenem Auspuff und Geländebereifung
- Junior GT (Gran Turismo) – sportlicher mit vergrößertem Tank und längerer Sitzbank

## Einordnung
Die Junior-Modelle waren typisch für das Moped-Zeitalter der 1960er und 1970er Jahre und stehen exemplarisch für die italienische Leichtkrafträder dieser Zeit: einfache Technik, geringes Gewicht und dennoch sportlicher Auftritt. Sie waren besonders in Südeuropa sowie in Exportmärkten wie Frankreich und den USA verbreitet. In Deutschland wurde das Mokick über den Neckermann Versand vertrieben.